# Eproctofilie
Eproctofilie is de term voor het seksueel opgewonden raken van winderigheid van andere mensen. De fetisj werd voor het eerst onderzocht in 2013 door Mark Griffiths, een Brits psycholoog aan de Nottingham Trent University.
In het enige onderzoek gewijd aan eproctofilie wordt beschreven dat eproctofielen terugkerende seksuele fantasieën hebben over scheten en dat de eproctofiel zich niet aangetrokken voelt tot flatulentie op zich, maar tot de persoon die een wind laat.